# Carolyn Kizer
Carolyn Ashley Kizer (Spokane, 10 dicembre 1925 – Sonoma, 9 ottobre 2014) è stata una poetessa e traduttrice statunitense.

## Biografia
Studiò al Sarah Lawrence College, alla Columbia University e all'Università di Washington.
Autrice di stampo femminista, nel corso della sua vita la Kizer pubblicò una decina di raccolte di poesie e nel 1945 vinse il Premio Pulitzer per la poesia per la sua raccolta Yin.
Fu sposata con Charles Stimson Bullitt dal 1946 al 1954 e poi con John Marshall Woodbridge. Ebbe tre figli.